# Ischnoptera linguiforma
Ischnoptera linguiforma är en kackerlacksart som beskrevs av Roth, L. M. 200. Ischnoptera linguiforma ingår i släktet Ischnoptera och familjen småkackerlackor.
Artens utbredningsområde är Bolivia. Inga underarter finns listade i Catalogue of Life.